# 자은 백산 용소
자은 백산 용소는 전라남도 신안군 자은면 백산리,백산마을 뒤편에 자리한 1만평 규모의 자연호수이다. 2009년 12월 16일 신안군의 향토유적 제7호로 지정되었다.

## 개요
백산마을 뒤편에 자리한 1만평 규모의 자연호수이다.